# Siegfried Wagner (militante en la resistencia)
Siegfried Wagner (16 de febrero de 1881-26 de julio de 1944) fue un miembro de la resistencia alemana al nazismo. Era parte del círculo de Claus Schenk von Stauffenberg, que planificó el atentado fracasado del 20 de julio de 1944 contra Adolf Hitler. Estaba previsto que Wagner se convertiría en oficial de enlace para la región militar de Hannover después del atentado.

## Biografía
Siegfried Wagner fue soldado durante la Primera Guerra Mundial y fue ascendido regularmente por valentía. Después de la guerra ingresó en los Cascos de Acero (Stahlhelm), una organización fundada en 1918 para los soldados que habían regresado de la Primera Guerra Mundial y que rechazaban la nueva República de Weimar y su sistema democrático. Tenía que luchar también en la Segunda Guerra Mundial y fue asignado a la Oficina General del Ejército (Allgemeines Heeresamt) y luego a una oficina del Alto Mando de la Fuerza de Defensa (Oberkommando der Wehrmacht).
Estaba previsto que Wagner se convertiría en comandante de la región militar XI (Hannover) después del atentado contra Hitler. Cuando el 22 de julio de 1944 la Gestapo lo detuvo, intentó suicidarse saltando por la ventana, pero sobrevivió gravemente herido. Fue llevado al campo de concentración de Sachsenhausen, donde murió por sus lesiones el 26 de julio de 1944.

## Premios y reconocimientos
- Eisernes Kreuz Erster Klasse (Cruz de Hierro 1.ª clase)[5]
- Eisernes Kreuz mit Band und Schwertern[5]